# Camptodactilia
La camptodactilia es una anomalía congénita o adquirida, que se caracteriza por la limitación de la extensión y deformidad de la articulación interfalángica de cualquier dedo. Esto origina una flexión permanente de una o más falanges de un dedo. La camptodactilia puede heredarse como un rasgo autosómico dominante con expresividad variable, ya que puede ocurrir en ambos dedos meñiques, en uno solo o en ninguno.

## Etimología
La palabra deriva del griego kamptos (doblado) y de daktylos (dedo).
Se considera que son sinónimos en desuso: campilodactilia y estreblodactilia. Y es incorrecta la expresión: campodactilia.

## Etiología
Hay una forma congénita y otra adquirida, que se desarrolla en la segunda década de la vida y es más frecuente en mujeres. Hay formas esporádicas y formas familiares, que se transmiten con carácter autosómico dominante y penetrancia incompleta. Un análisis del genoma encontró qué la causa de la camptodactilia podría estar entré la región q11.2 y q13.12 del cromosoma 3
Puede presentarse como una malformación aislada, asociarse a otras malformaciones de los dedos (sindactilia, polidactilia, braquidactilia) o formar parte de síndromes más complejos y raros, como:
- Síndrome de Blau
- Síndrome de Christian 1
- Síndrome de Freeman-Sheldon
- Síndrome de Fryns[2]
- Síndrome de Gordon o Artrogriposis
- Síndrome de Jacobs artropatía-camptodactilia
- Síndrome de Jacobsen
- Síndrome de Lenz microftalmia
- Síndrome de Loeys-Dietz
- Síndrome de Marshall-Smith-Weaver
- Síndrome de Miller-Dieker
- Síndrome de óculo-dento-digital
- Síndrome de Stuve-Wiedemann
- Síndrome de Tal Hashomer camptodactilia
- Síndrome de Toriello-Carey
- Síndrome de Weaver
- Síndrome de Zellweger o síndrome cerebro-hepato-renal
- Síndrome XXXXX

## Cuadro clínico
La camptodactilia es la enfermedad que presenta una flexión permanente, irreductible parcial o totalmente, de la articulación interfalángica proximal de uno o más dedos, generalmente de la mano. El grado de flexión varía de 10° a 60° (ocasionalmente mayor) con hiperextensión compensadora de la articulación metacarpofalángica. Sobre todo afecta al quinto dedo, después al cuarto, y más raramente a los demás dedos; tanto en una mano como en las dos.

## Tratamiento

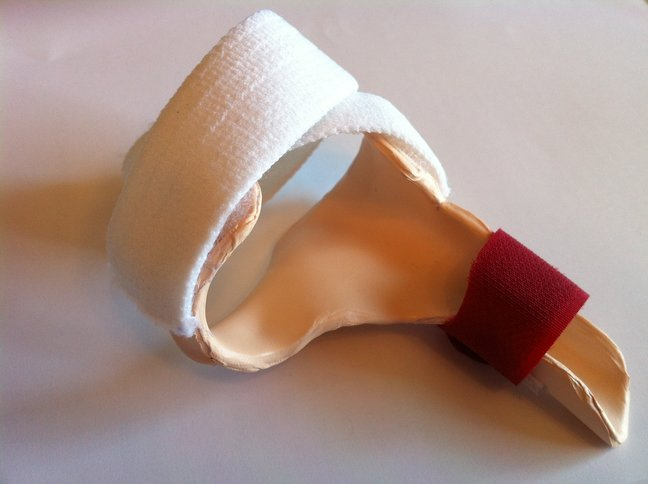
Férula para el meñique izquierdo de un niño de 7 años de edad.

El tratamiento habitual es la colocación de una férula y terapia ocupacional. La cirugía es la última opción para la mayoría de los casos, pero el resultado puede no ser satisfactorio.